# Campo de Hielo Sur
Campo de Hielo Sur (Campo de Hielo Patagónico Sur) este un ghețar situat în Patagonia, Anzii Cordilieri, o parte fiind în Chile, iar cealaltă parte în Argentina. El are o lungime de 350 km întinzându-se între latitudinile 48º20' S - 51º30' S, pe o suprafață de 16.800 km², din care 14.200 km² în Chile și 2.600 km² în Argentina. Primele cercetări a ghețarului au început în anul 1943 când s-au făcut fotografii aeriene a regiunii din avioane militare. Ulterior regiunea a fost exploarată de expediții de cercetare sub conducerea lui Federico Reichert și Alberto de Agostini. Cu toate acestea au rămas o serie de porțiuni din ghețar necercetate. Campo de Hielo Sur este cea mai mare rezervă de apă dulce din America de Sud fiind situată pe locul trei în lume după Antarctica și Groenlanda.

## Parcuri naționale
Sunt trei parcuri naționale pe teritoriul ghețarului:
- Parcul Național Torres del Paine Chile
- Parcul Național Bernardo O’Higgins Chile
- Parcul Național Los Glaciares Argentina

## Ghețari

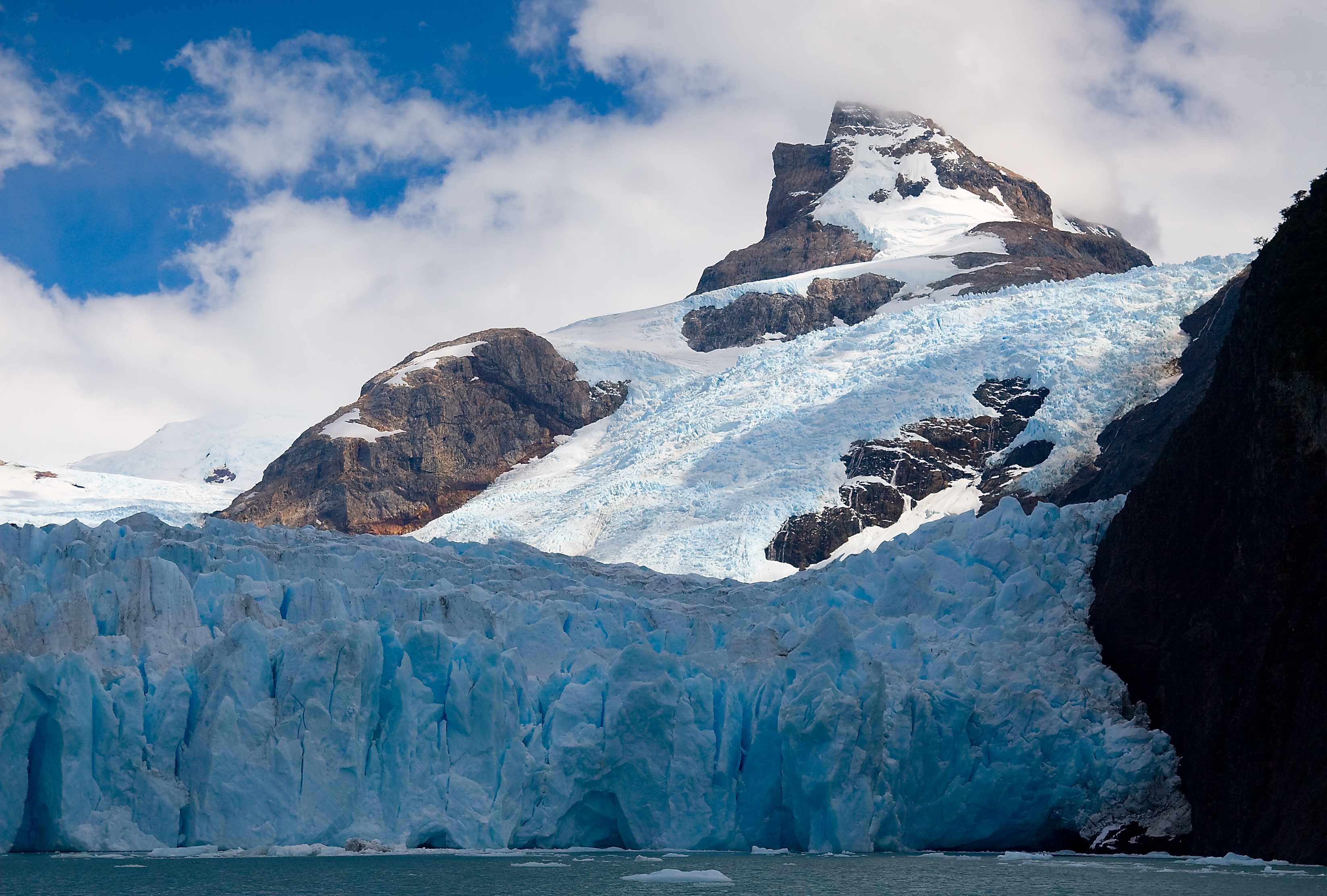
Gheţarul Upsala

- Pío XI, 1.265 km²
- Viedma, 978 km²
- Upsala, 902 km²
- Perito-Moreno, 258 km²
- Balmaceda
- Serrano
- Geike
- Grey
- J. Montt